# Johann Ernst (Nassau-Hadamar)
Johann Ernst von Nassau-Hadamar (* 25. Oktober 1631 in Hadamar; † 28. September 1651 ebenda) war ein Angehöriger der jüngeren Linie des Hauses Nassau-Hadamar.

## Familie
Johann Ernst von Nassau-Hadamar wurde als 10. Kind des erfolgreichen und angesehenen Fürsten Johann Ludwig von Nassau-Hadamar und der Fürstin Ursula, einer Tochter von Graf Simon des Älteren von Lippe-Detmold, geboren.

## Erziehung
Er besuchte drei Jahre lang die Universität zu Köln und hielt sich zwei Jahre in der Stadt Löwen in Brabant auf.

## Leben
Einerseits nahm er kirchliche Funktionen als Kanoniker von St. Gereon und Domherr in Köln und Münster wahr, andererseits beteiligte er sich aber auch im Jahr 1650 unter seinem Vetter Johann Franz Desideratus von Nassau-Siegen als Hauptmann auf Seiten der Spanier an einem Feldzug gegen die Niederländer. Am 14. März 1642 wurde er durch kurfürstliche Provision für die Dompräbende des verstorbenen Domherrn Jobst von Vörden in Münster präsentiert. Mit der Aufschwörung auf die Geschlechter Nassau, Lippe, Wolkenstein und Schaumburg am 7. April kam er in den Besitz der Pfründe. Johann Ernst war auch Domherr in Minden, Osnabrück und Straßburg.